# Cometto
La société Officine Cometto S.p.A. a été créée dans la ville de Coni (en italien, Cuneo) au sud-est de Turin dans le Piémont en 1954, pour fabriquer des véhicules de transport lourds, des grues et des portiques.
En 1962, les ateliers d'origine de la société étant trop exigus, une usine sur un terrain permettant plusieurs extensions a été construite à Borgo San Dalmazzo, une bourgade très proche de la ville chef lieu de province, Coni.
La société s’est très vite spécialisée dans la fabrication de différents types de véhicules spéciaux pour les transports routiers lourds et les transports exceptionnels même en tout-terrain.
Cometto a fabriqué d'innombrables types de matériels de transport routiers exceptionnels comme des véhicules destinés aux chantiers navals. Cometto a conçu pour Hyundai Heavy Industries (Corée du Sud) le plus grand véhicule automoteur jamais fabriqué pour transporter des pièces pesant jusqu'à 1 000 tonnes. Les secteurs de la pétrochimie et des chantiers navals produisent des composants de plus en plus lourds qui doivent être transportés dans un état quasi prêt au montage final.
Depuis 1973, Cometto est un des leaders mondiaux dans le domaine des véhicules automoteurs autopropulsés destinés au transport de produits métallurgiques de toutes tailles, poids et formes. Ce type de véhicules doit garantir une très grande fiabilité pour transporter des produits en fusion lors d'une opération en fonctionnement continu, dans des conditions extrêmes de température.

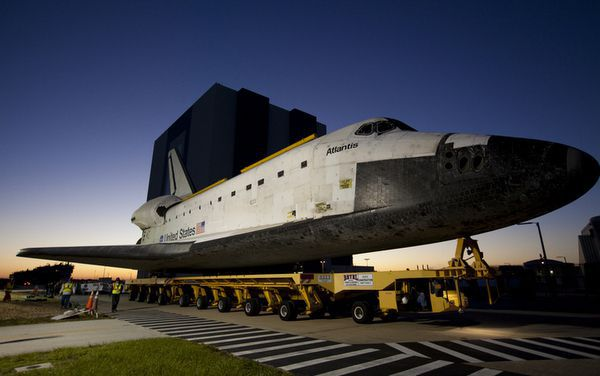
Module automoteur Cometto déplaçant la navette Atlantis

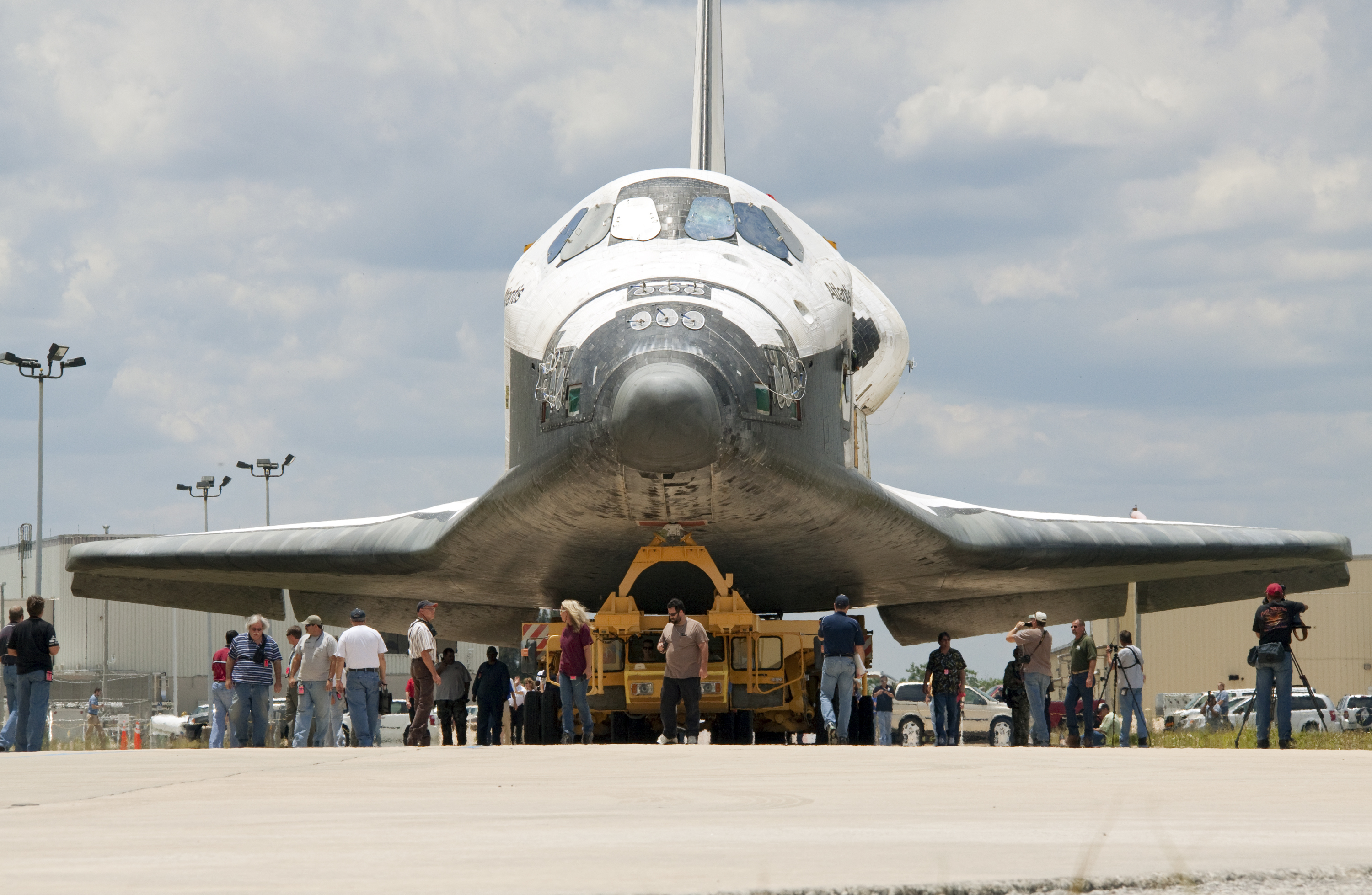
Module Cometto sous la navette Atlantis de face

En 1981, les ingénieurs de Cometto ont mis au point le premier et le plus grand système modulaire automoteur au monde de l'époque pour le client japonais Nippon Express pour transporter une charge de 3 000 tonnes.

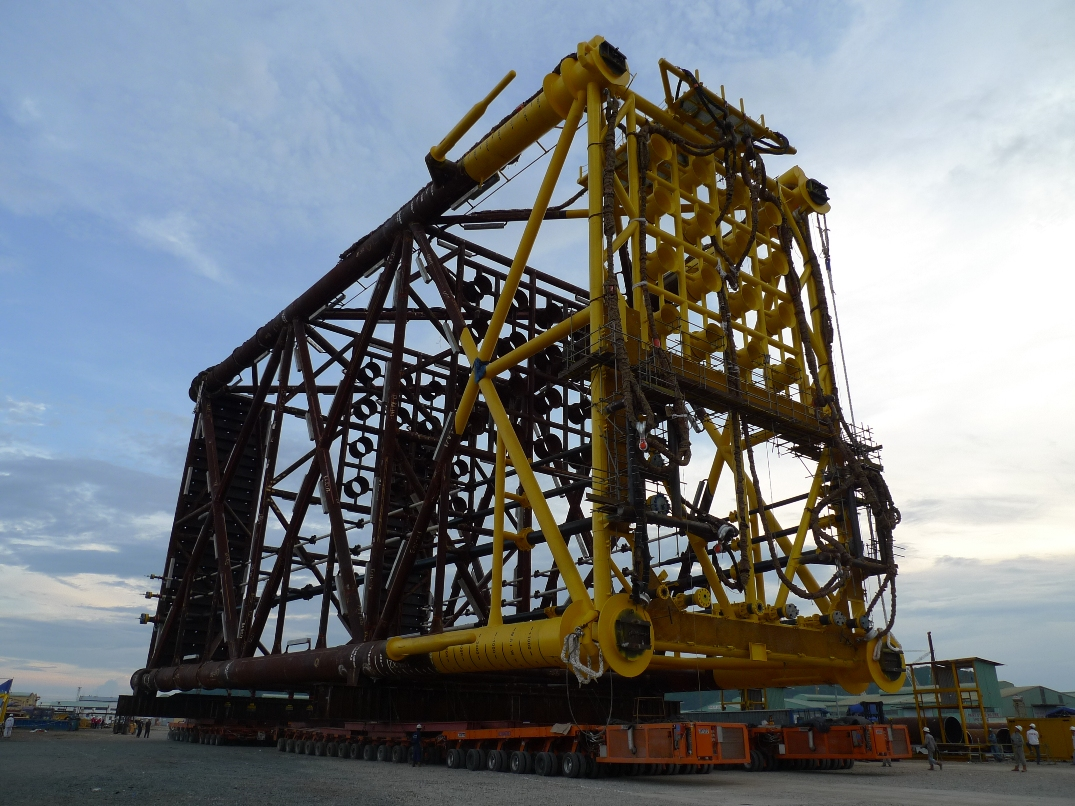
Transport sur des modules Cometto d'une charpente de 1200 tonnes à Hanoï.

Cometto s'est particulièrement distingué par son véhicule exceptionnel baptisé « Orbiter Transportation System » qui a été utilisé par la NASA en 1983 pour déplacer les navettes spatiales aux États-Unis¥.
En 1987, Cometto intègre le groupe italien « Bottero S.p.A. ». En 1990, Cometto décroche un nouveau contrat dans le domaine spatial avec Arianespace sur la base de tir de Kourou pour les transports entre la base de lancement et les ateliers d'Ariane 5.
Depuis son intégration dans le groupe belge Faymonville en 2017, la société Cometto SpA est devenue le spécialiste du groupe en matière de développement et de fabrication de véhicules automoteurs et de modules pour charges lourdes allant jusqu'à 15 000 tonnes... et au-delà.
Ces véhicules sont destinés aux convois exceptionnels, à l'industrie lourde, à la construction navale, à l'industrie du pétrole et du gaz, à la technologie offshore ou à la logistique de projet.
Cometto dispose également de véhicules pour transports exceptionnels dans le cadre d’applications industrielles : véhicules de transport pour les chantiers navals et le secteur de la sidérurgie, ainsi que les techniques de transport.
La gamme de modèles Cometto se compose :
- Véhicules de transport industriels : 
  - série SYT - véhicules élévateurs automoteurs avant tout conçus pour le déplacement de sections de navires. Avec une charge utile allant de 100 à plus de 1 000 tonnes, ils sont destinés à des utilisations sur les chantiers navals.
  - série ETH/ETL - transporteurs pour aciéries, véhicules automoteurs et autochargeurs présentant une capacité de charge utile allant de 20 à 400 tonnes,
  - série MTH - version moderne des chariots cavaliers, conçue pour le transport de charges très longues dans les applications industrielles avec une capacité de charge utile de 30 tonnes et une course de levage de 1 200 mm.
- Systèmes modulaires :
  - gamme Eco 1.000 - nouveau véhicule modulaire automoteur à direction électronique avec un power pack intégré pour les transports inter-usines avec une charge utile allant jusqu’à 1 000 tonnes. L'Eco 1.000 représente une gamme complète spécifique et compacte disponible dans les versions à 2, 4 et 6 lignes d’essieux,
  - gamme MSPE - véhicules modulaires automoteurs à commande électronique pour charges lourdes pour les convois exceptionnels,
  - gamme MSPM - remorques automotrices à commande mécanique qui peuvent être accouplées dos à dos et côte à côte jusqu'à quatre rangées, couplable avec d'autres modules neufs ou existants de remorques modulaires standard de la Cometto 1MS. La gamme de véhicules modulaires 1MS dispose d'une capacité de charge allant de 60 à plus de 1 000 tonnes et une charge utile max. de 36,6 t par ligne d'essieux (à 5 km/h), elle peut fonctionner sur route et hors route. Les modules standard sont équipés de 2 à 6 essieux et présentent une largeur de plate-forme de 3 000 mm [Quoi ?].